# 廣州水上巴士
廣州水上巴士是中华人民共和国广东省广州市的水上巴士与渡輪服務系統，由广州公交集团客轮有限公司營運，为广州继公共汽车、出租车、地铁后的第四套公共交通系统。
广州水巴高峰时期共开行14条航线，亦曾有远期扩展至30余条航线的宏大规划。广州水巴曾获颁2017年度广东省宜居环境范例奖。
近年随着陆路交通日渐完善及共享单车、电动自行车的普及，水巴客流量不断下降。自2017年有统计数据公开以来，水巴占全市公共交通客运比例一直未超出0.4%。受此影响，客轮公司选择停办部分亏损严重的航线，将资源集中至客流较高的水巴线和具观光游览性质的珠江游线路。截至2025年4月，仅余2条航线营运。

## 航線

### 运营中
| 编号 | 路线                 | 票价 | 营运时间                                      | 发班间隔                                                    |
| ---- | -------------------- | ---- | --------------------------------------------- | ----------------------------------------------------------- |
| S6A  | 黄沙－白鹅潭艺术中心 | ¥2   | 6:00-22:00                                    | 15分钟                                                      |
| S9   | 白蚬壳－白鹤洞       | ¥2   | 白蚬壳始发：6:00–19:50 白鹤洞始发：6:10–20:00 | 7:00-8:45、17:00-18:40：20分钟 其余时间：30分钟，视情况加班 |

### 已停运

2022年的水巴线网图，现时多数线路已停运

| 编号    | 停运前路线                       | 停运时间       |
| ------- | -------------------------------- | -------------- |
| 如约S1  | 金沙洲－黄沙                     | 2024年9月7日   |
| 如约S2  | 白鹅潭艺术中心－西堤－天字－中大 | 2024年9月7日   |
| S2短线  | 天字－中大                       | 2024年1月6日   |
| S3      | 如意坊－坦尾                     | 2019年1月8日   |
| S4A     | 海幢－西堤                       | 2018年12月11日 |
| S4B     | 鳌洲－西堤                       | 2025年2月15日  |
| S5A     | 鱼珠－黄埔军校－新洲             | 2020年1月25日  |
| S5B     | 深井－新洲                       | 2025年4月11日  |
| S6B     | 芳村－永兴街                     | 2018年11月23日 |
| S7      | 天字－纺织                       | 2024年1月6日   |
| S8      | 省总－堑口                       | 2025年2月15日  |
| S10     | 鱼珠－长洲                       | 2025年4月29日  |
| S11     | 海心沙－中大                     | 2024年1月6日   |
| 如约S12 | 长洲－鱼珠－海心沙               | 2024年7月25日  |
| 如约S13 | 南浦锦绣半岛－黄沙               | 2024年9月7日   |
| 如约S14 | 石围塘→黄沙→坦尾→石围塘          | 2024年9月7日   |

## 历史

### 背景
广州中心城区大体被珠江分为“河北”（珠江北岸，即东山、越秀、荔湾、天河等）、“河南”（珠江南岸，即海珠）和芳村三片区域。早年陆路交通不发达，过江轮渡成为来往三地间重要的交通工具。至80年代末90年代初，广州的轮渡运输达到高峰，单日客流量曾创10万人次的最高纪录。然而自90年代后期开始，一系列过江桥梁、隧道及地铁线路开通，过江轮渡客流不断下降。
2006年，广州通过中心城区禁摩令，此时便有声音建议利用广州丰富的水路资源开设“水上巴士”，以缓解地面交通的压力。该建议得到当局重视。禁摩令生效的2007年1月，广州市交委对外公示广州的水上巴士规划方案初稿，并计划在当年开通首条水巴航线。

### 开通成网

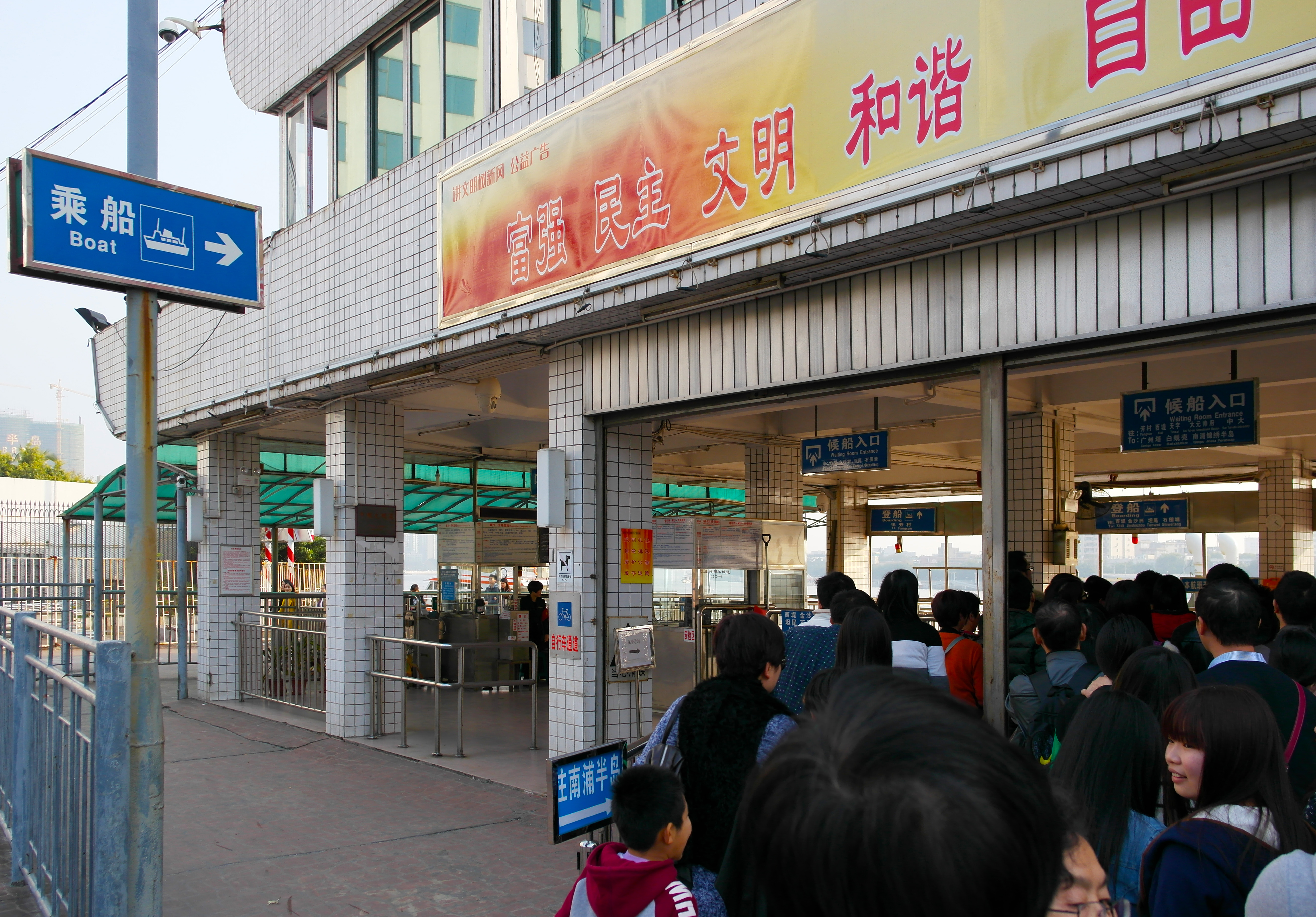
在黄沙码头排队登船的乘客

2007年4月10日，广州客轮公司开通芳村-西堤-天字-中大的首条水上巴士线路，取代原来往天字码头和中大码头的过江轮渡服务。该线路开通前三天免费试运营，此后开始收费。
2012年，广州市公布《广州市水上巴士发展规划》的征求意见稿，计划将旗下渡轮服务转型为水上巴士，并优化新增多条航线及升级改造旗下码头。该发展规划于年末获批。
2013年9月29日，客轮公司旗下轮渡航线均升级为水巴线路，包括新开办的3条航线、优化调整的5条航线及原有的4条航线。这12条线路获编S1-S12的编码。
2014年11月16日，客轮公司对部分水巴航线进行调整：原S02（芳村-中大）与S11（黄沙-广州塔）整合为新S02（芳村-广州塔）；原途经石围塘码头的S01和S03航线不再经停该码头，同时新增S14石围塘环线以服务当地居民。同年12月17日，增开新S11（广州塔-海心沙）和S13（南浦锦绣半岛-黄沙）两条航线。至此，包含14条航线的广州水巴线网基本形成。

### 逐渐收缩
2016年5月，因客流较低，S12（海心沙-长洲）调整为“如约定制航线”，即乘客需提前订票、满足一定人数的开班条件后才发班，票价亦大幅上涨。同年9月，S13、S14亦调整为如约航线。2020年，S01和S02线调整为如约航线，S02另拆分出短线继续提供常规服务。
2024年开始，水巴线网大幅收缩。该年，S01、S02、S07、S11、S12、S13、S14线停运；S04、S05和S08线亦在次年停运，标志着珠江前航道已无水巴服务提供。

## 票务

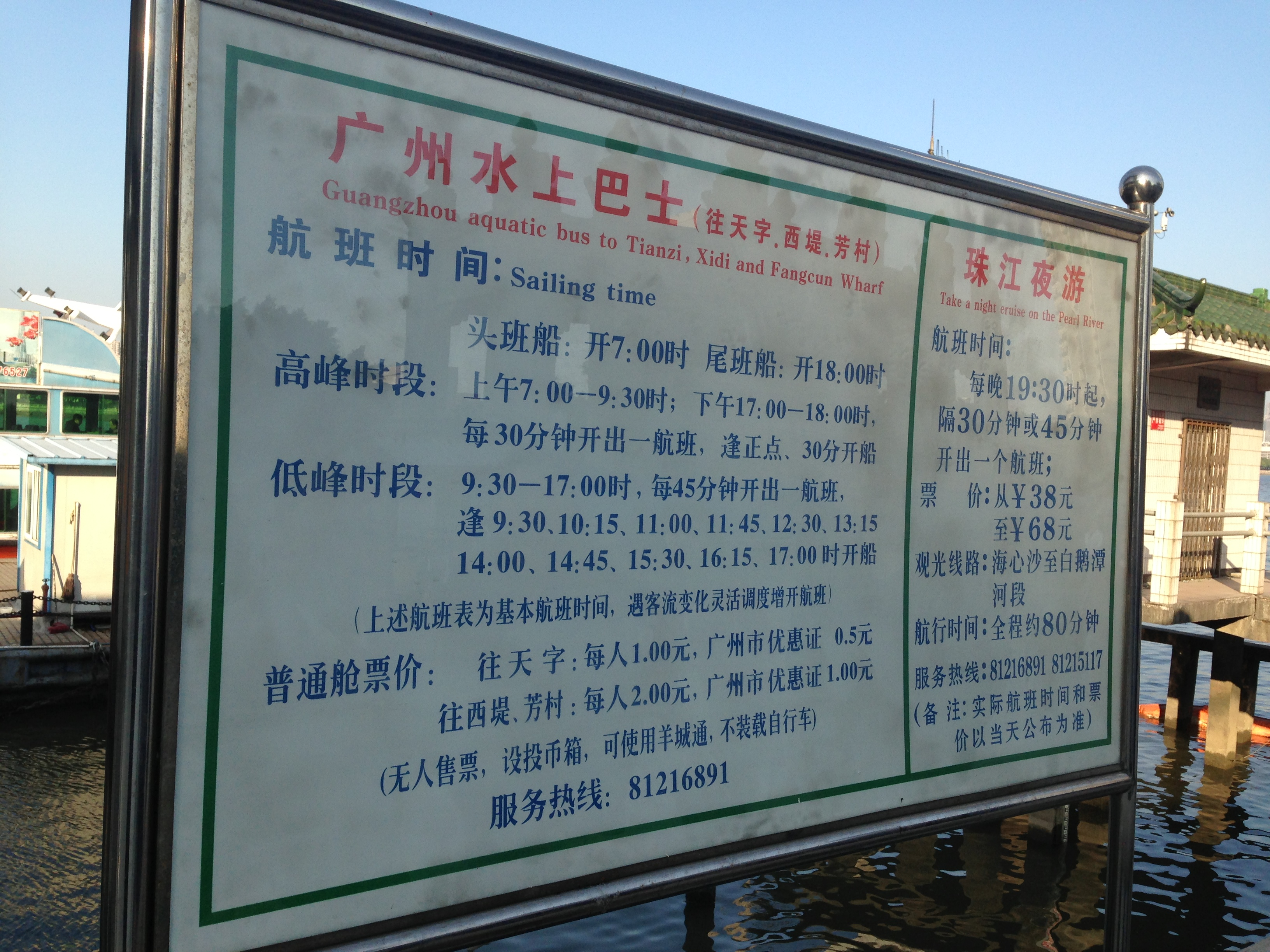
位於中大碼頭的水巴票價表（2013年1月）

水巴首条线路于2007年正式开始收费时，采用相邻两码头间每人次收费1元、超过两码头2元的收费标准。
2014年2月15日起，水上巴士实施新票价标准。航距在10公里以内（含10公里）的航线空调票价2元/人次，11至20公里的航线票价3元/人次，20公里以上航线票价另行制定；无空调的船只票价减半。调价后水上巴士纳入广州市公共交通优惠范围。而如约定制线路及部分船只上层区域的票价为5-20元/人次。
2015年，客轮公司为吸引游客观光，在S02线推出“水巴一日通”通票。
2024年7月11日起，受客流持续下降影响，水上巴士对登船车辆的票价进行调整：单车由0.5元/车次调整为2元/车次、电单车由1元/车次调整为2元/车次、三轮车由2元/车次调整为3元/车次，且不享受票价优惠政策。

## 船只

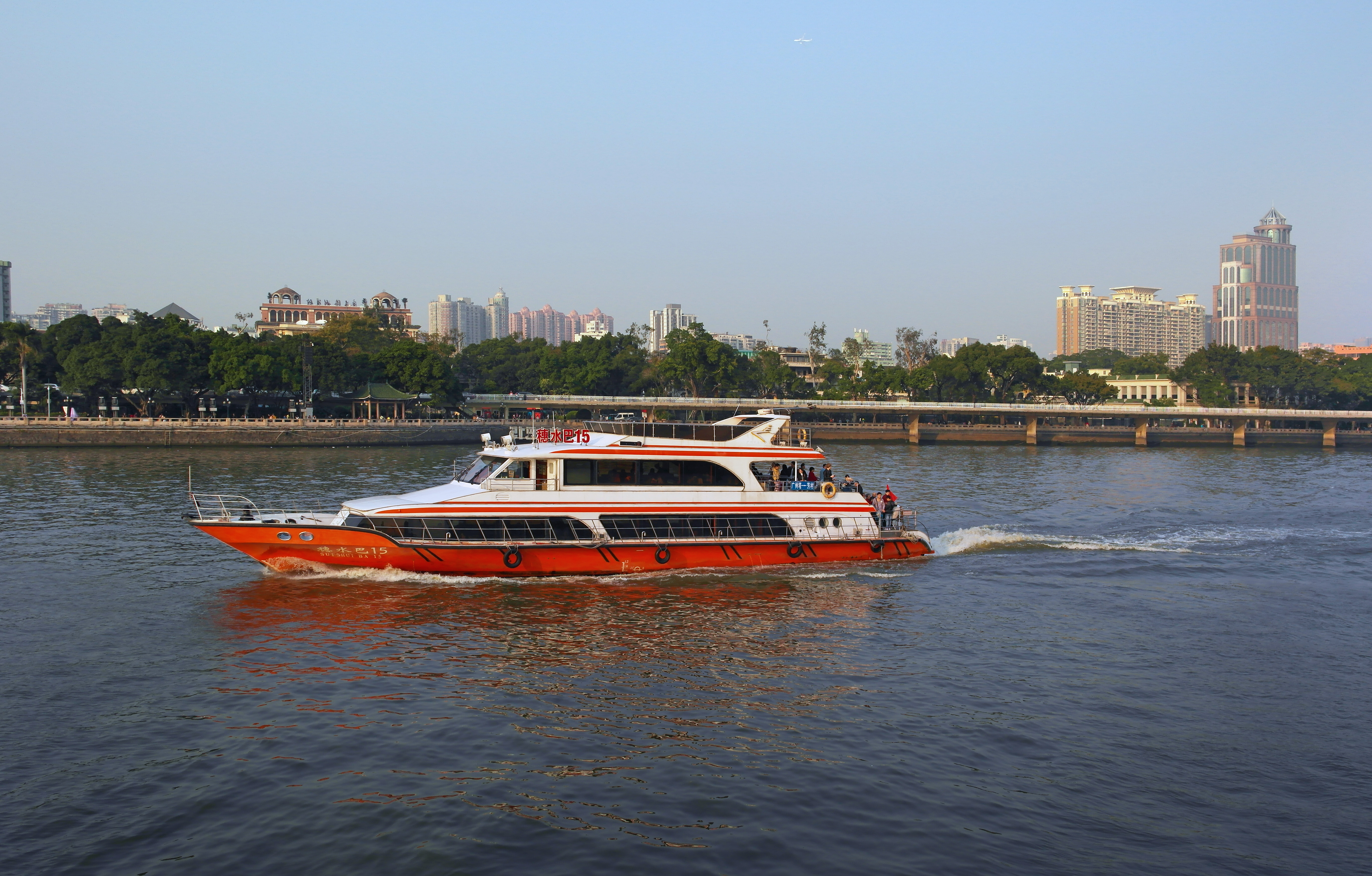
行驶原S02（广州塔-芳村）航线的穗水巴15船（2015年1月）

1980年代过江轮渡需求高涨，客轮公司投资建造系列钢质客船，包括俗称“铁壳仔”的穗轮“2”字系列、穗轮“4”字系列和俗称“大水鱼”的穗轮“8”字系列，在很长一段时间内为过江轮渡的主力船只。新型水巴船2007年推出后，该系列钢制船陆续退役。2013年过江轮渡改为水巴时，仍有部分航线使用旧型船运营，直至最后一艘“铁壳仔”于2014年10月退役。
2007年为迎接首条水巴开通，客轮公司推出新型水巴船系列，载客量60人。2012年广州发布水巴发展规划后，为配合新一批水巴线路开通，客轮公司推出32米199客位、26.8米99客位和34米199客位等“新水巴”船舶，部分型号更有如游艇般造型。2014年再以34米199客位型号为基础，推出改进的27米299客位水巴船，当中客舱净高提升至2.5米。
根据客轮公司网站，目前共有31艘船只配属广州水巴航线。

## 外部連結
- 广州公交集团客轮有限公司 （页面存档备份，存于）